# Gadingkulon
Gadingkulon is een bestuurslaag in het regentschap Malang van de provincie Oost-Java, Indonesië. Gadingkulon telt 3801 inwoners (volkstelling 2010).